# 趙汝恒
趙汝恒（英語：Yu Hang Christopher CHAO，1966年8月—），香港理工大學副校長（研究及創新）及熱能與環境工程講座教授。現時是香港工程院 （前稱：香港工程科學院）副院長。

## 學歷背景
趙汝恒教授是香港本土培育的「港產」學者。中學就讀龍翔官立中學(前稱: 龍翔官立工業中學)，1988年以一級榮譽成績畢業於香港大學機械工程學系。1990年，他獲頒尤德爵士紀念基金海外研究生獎學金，遠赴加州大學柏克萊分校深造，並於1994年成功取得機械工程博士學位。

## 職業生涯
學成歸港後，趙教授全心投入高等教育及科研發展，先後在香港理工大學、香港科技大學及香港大學擔任要職。他現出任香港理工大學副校長（研究及創新），負責推動大學的科研發展與創新項目。

## 獎項與榮譽
趙汝恒教授榮獲美國採暖、製冷與空調工程師學會（ASHRAE）頒發「2025年度Louise and Bill Holladay傑出院士獎」，成為亞洲第三位獲此殊榮的學者。教授於2025年6月21日在美國舉行的ASHRAE年度大會上接受獎項。

## 家世
趙汝恒的母語是粵語，同時精通英語和普通話。他在受訪時提到，自己直到25歲才首次離開香港，踏足中國以外的國家，赴美留學。